# Międzyborze (województwo zachodniopomorskie)
Międzyborze – wieś w Polsce, położona w województwie zachodniopomorskim, w powiecie świdwińskim, w gminie Połczyn-Zdrój.
W latach 1975–1998 miejscowość administracyjnie należała do województwa koszalińskiego.
Marie Albertine Louise Eleonore von Borcke z d. von Kleist (1768–1836), będąca właścicielką pobliskiego sanatorium Luisebad, około 1825 wybudowała w Międzyborzu dwór, znany też pod nazwą tzw. Rote Haus (Czerwonego Domu). Wzniesiono go w konstrukcji ryglowej z wypełnieniami cegłą.